# Osonjak
Osonjak falu Horvátországban Varasd megyében. Közigazgatásilag Bednjához tartozik.

## Fekvése
Varasdtól 33 km-re nyugatra, községközpontjától 6 km-re északnyugatra fekszik.

## Története
A falunak 1857-ben 149, 1910-ben 266 lakosa volt. A trianoni békeszerződésig Varasd vármegye Ivaneci járáshoz tartozott. 2001-ben a falunak 18 háztartása és 60 lakosa volt.